# Lumen
Lumen (lm) – jednostka miary strumienia świetlnego w układzie SI (jednostka pochodna układu SI).
1 lm = 1 cd·sr
Jest to strumień świetlny wysłany w jednostkowy kąt bryłowy (czyli mierzący jeden steradian) przez izotropowe punktowe źródło światła o światłości jednej kandeli umieszczone w wierzchołku tego kąta.
Aby przeliczyć lumeny na waty dla danego źródła można wykorzystać znajomość wartości jego skuteczności świetlnej.